# Villepinte (Aude)
Villepinte – miejscowość i gmina we Francji, w regionie Oksytania, w departamencie Aude. Przez miejscowość przepływa rzeka Fresquel. 
Według danych na rok 1990 gminę zamieszkiwało 1017 osób, a gęstość zaludnienia wynosiła 66 osób/km² (wśród 1545 gmin Langwedocji-Roussillon Villepinte plasuje się na 335. miejscu pod względem liczby ludności, natomiast pod względem powierzchni na miejscu 521.).

## Zabytki
Zabytki w miejscowości posiadające status monument historique:
- kościół św. Jana Baptysty (Église Saint-Jean-Baptiste)